# Adelardo López de Ayala

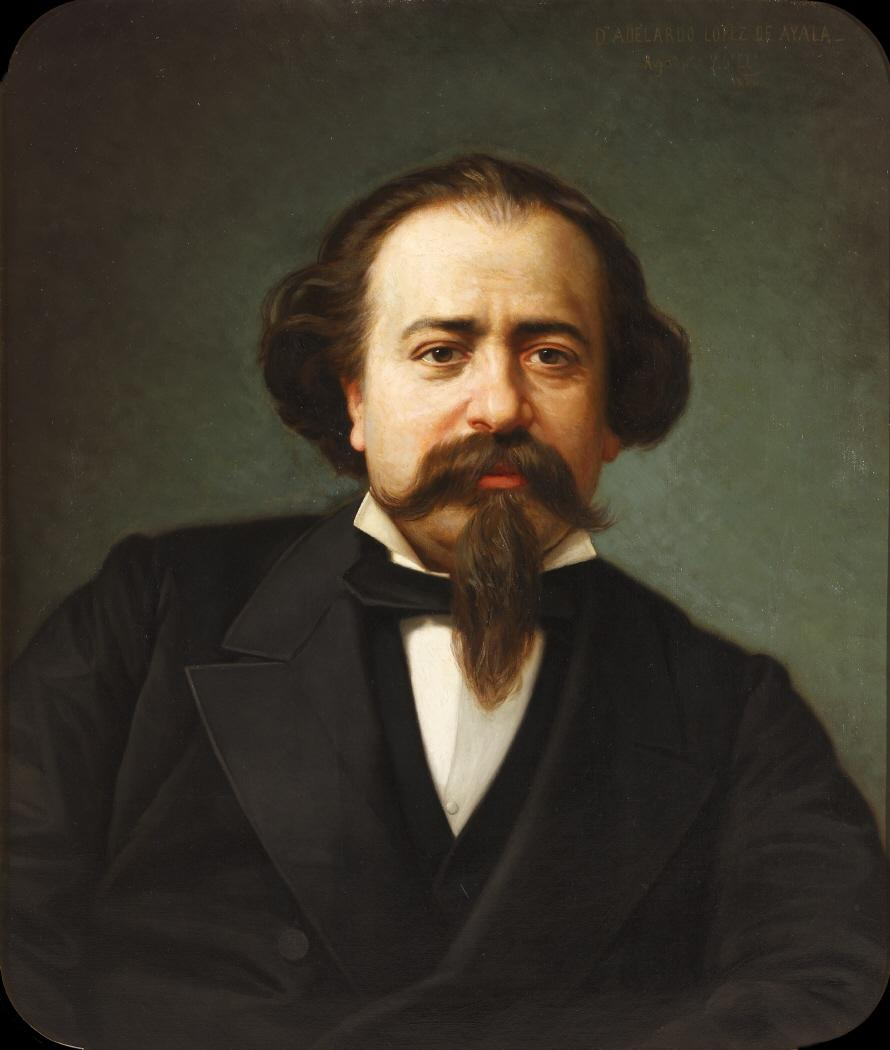
Adelardo López de Ayala.

Adelardo López de Ayala y Herrera, född den 1 maj 1828 i Guadalcanal, provinsen Sevilla, död den 30 december 1879 i Madrid, var en spansk skald och politiker. 
Ayala var författare till manifestet i Cádiz, som blev utgångspunkten för den revolution, som 1868 störtade Isabella II, och tog under större delen av sitt liv verksam del i politiken, vilket inte hindrade honom att intaga en rangplats inom den spanska dramatiska konsten. Hans sju första dramer,
en del skrivna att uppföras endast av män, är famlande och osäkra i formen, men med Un hombre de Estado (1851) står han på säker grund. Därpå följer Castigo y perdón (samma år), Los dos Guzmanes (samma år), La estrella de Madrid (1853), Rioja (1854), Los comuneros (samma år), Guerra y muerte (1855) och El Conde de Castralla (1856, förbjuden efter tre föreställningar). I alla dessa står Ayala på den gamla spanska teaterns grund, men med 1861 inträder han i en ny period med El tejado de vidrio, ett fullt modernt sededrama, och El tanto por ciento, som hänsynslöst blottar tidens guldtörst och brist på idealism. El nuevo Don Juan (1863) anses vara svagare, men i Consuelo (1878), som skildrar en kvinnas njutningslystnad med dess bittra följder, når Ayala höjdpunkten av sin konst. Han var kolonialminister i Canovas del Castillos första ministär och president i cortes från 1878 till sin död.